# إرينا
إيرينا، شاعرة يونانية قديمة. اشتهرت بقصيدتها الطويلة The Distaff، وهي عبارة عن قصيدة رثاء سداسية التفاعيل لصديق طفولتها باوتسيس الذي توفي بعد وقت قصير من زواجها. اكتُشفت قطعة كبيرة من هذه القصيدة في عام 1928 في أوكسيرينخوس (مدينة البهنسة) في مصر. توجد إضافة إلى The Distaff ثلاث حكم ساخرة (نوع شعري قديم) منسوبة إلى إيرينا وهي محفوظة في المختارات اليونانية. إن تفاصيل سيرة حياة إيرينا غير مؤكدة، ويُعتقد عمومًا أنها عاشت في النصف الأول من القرن الرابع قبل الميلاد، على الرغم من أن بعض التقاليد القديمة تعدها معاصرة للشاعرة الإغريقية صافو؛ تعد جزيرة تيلوس عمومًا مسقط رأس إيرينا على الأرجح، لكنّ المصادر القديمة ذكرت أيضًا كل من مدينة تينوس وتيوس ورودس ولسبوس كموطن لها.

## حياتها
لم ينجُ سوى القليل من الأدلة القديمة عن حياة إيرينا، وغالبًا ما تكون الشهادة حول هذه الأدلة متناقضة والتواريخ المتعلقة بحياتها غير مؤكدة. وفقًا لموسوعة سودا، وهي موسوعة تعود إلى القرن العاشر، فقد كانت إيرينا واحدة من رفاق صافو التي عاشت فترة ازدهارها في القرن السادس قبل الميلاد. إن أحدث تاريخ محدد لإيرينا في المصادر القديمة هو ما قدمه يوسابيوس القيصري مقترحًا منتصف القرن الرابع قبل الميلاد. بسبب أوجه التشابه بين عملها وعمل شعراء القرن الثالث قبل الميلاد من أمثال ثيوقريطس وأسقليبياديس، وحكمة ساخرة كتبها أنتيفانيس تجمعها مع كاليماخوس، يميل العلماء الآن إلى الاعتقاد بأن إيرينا كانت شاعرة هلنستية مبكرة. ومع ذلك، فإن هذا من شأنه أن يتناقض مع ادعاء تاتيان الآشوري بأن نوسيدس الذي كان نشطًا نحو عام 400 قبل الميلاد، نفّذ منحوتة لها.
تنقسم الشهادات القديمة حول المكان الذي جاءت منه إيرينا: وتشمل الاحتمالات تيوس وتيلوس وتينوس وميتيليني ورودس. تجادل سيلفيا بارنارد بأن إرينا كانت من تيلوس، مستندة في ذلك إلى لهجتها، ولكن يشير دونالد ليفين إلى لهجة إيرينا المعتمدة على اللهجة اليونانية القديمة، اليونانية الدورية، ويصفها بأنها إبداع أدبي ولا تعكس لهجتها الأصلية بدقة. من المحتمل أن إيرينا ولدت في عائلة ثرية وتعلمت قراءة وكتابة الشعر - تيوس، أحد أماكن ميلاد إيرينا المحتملة، وهي واحدة من الأماكن القليلة في العالم اليوناني القديم حيث لا تزال هناك أدلة كتابية على تعليم الفتيات.
تشير ثلاث حكم ساخرة محفوظة في المختارات اليونانية إلى أن إيرينا ماتت صغيرة - وفقًا للشاعر أسقليبياديس، حدث ذلك بعد وقت قصير من تأليفها قصيدة Distaff، أي عن عمر يناهز 19 عامًا، على الرغم من أن المصدر الأقدم الذي حدد بوضوح تاريخ وفاتها في سن 19 هو موسوعة سودا. مع ذلك، تقول مارلين ب. آرثر إنه على الرغم من أن شخصية إرينا في Distaff بلغت من العمر 19 عامًا، إلا أن هذا لا يعني بالضرورة أنها ألفتها عندما كانت في ذلك العمر.

## أعمالها

### الحكم الساخرة
نجت ثلاث حكم ساخرة منسوبة إلى إيرينا مع قطع من قصيدة Distaff، باللهجة اليونانية الدورية وجميعها محفوظة في المختارات اليونانية. تتحدث اثنتان منها عن وفاة باوتشيس على طراز المرثيات القديمة، إلا أن حقيقة وجود اثنتين منها يشير إلى أنها لم تكتب في الواقع لتكون نقشًا لقبر. أما الثالثة فتشبه قصائد الشاعرة نوسيس وتدور حول بورتريه لفتاة تدعى أغاثارشيس.
إن تأليف هذه الحكم موضوع متنازع عليه: يجادل كل من راوك وويست بأن أيًّا من الحكم الساخرة تلك لم تكن من تأليف إيرينا. يقترح راوك أن الحكمتين الساخرتان المتعلقتان بوفاة باوتشيس كتبهما مؤلفون لاحقون إحياء لإرينا، ويلاحظ ويست أنه لا يوجد شيء في هذه الحكم لا يمكن للمؤلفين تعلمه من Distaff. وصف راوك الحكمة الثالثة بأنها «عادية» ولا تحتوي على «شيء يدعم فكرة أنها من تأليف إيرينا»، ويقترح ويست أن نوسيس هي المؤلفة الأكثر احتمالًا. من ناحية أخرى، تجادل سارة بوميروي لصالح تأليف إيرينا لجميع هذه الحكم الساخرة الثلاثة، وتصرّح جين ماكنتوش سنايدر أنه «من المحتمل أن تكون هذه الحكم من تأليف إيرينا». يقر علماء آخرون، بمن فيهم سيلفيا بارنارد وإليزابيث مانويل وديان رايور بأن الحكم الساخرة من تأليف إيرينا دون حل النزاع الدائر حولها بشكل علني وصريح.